# Wai-O-Tapu Thermal Wonderland

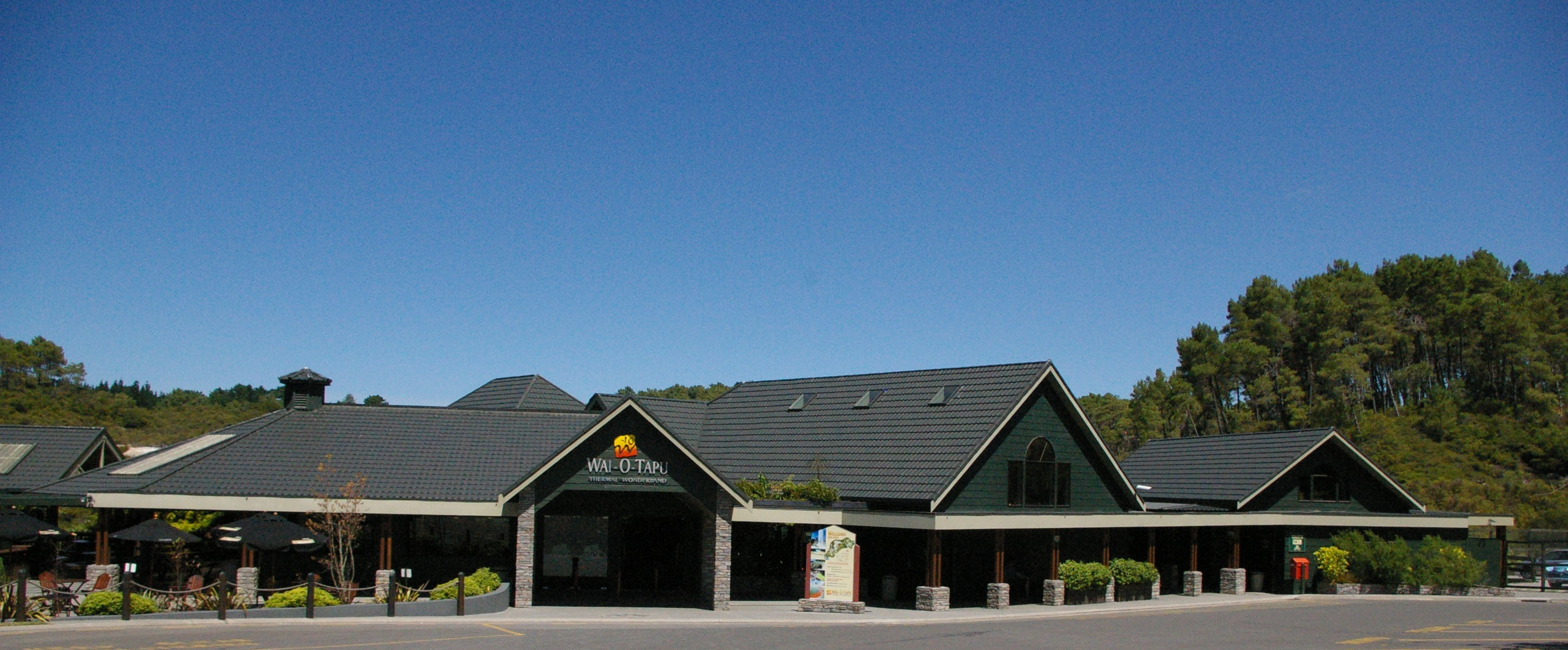
Besucherzentrum mit Eingang

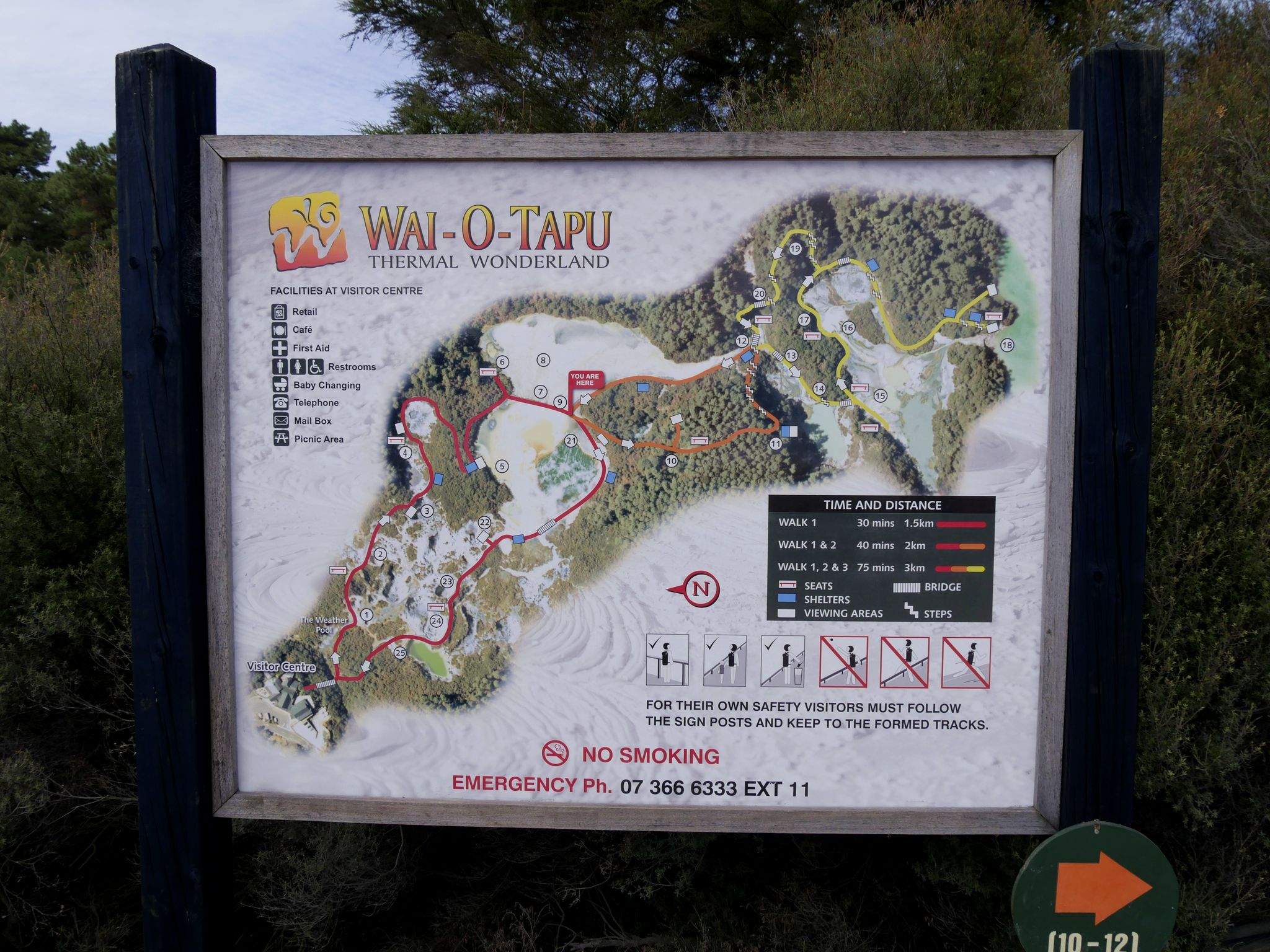
Wai-O-Tapu Thermal Wonderland – Karte des Parks

Wai-O-Tapu Thermal Wonderland ist ein vom Department of Conservation konzessionierter Besucherpark im Geothermalgebiet von Wai-O-Tapu auf der Nordinsel von Neuseeland. Der Betrieb des Parks wurde 2012 von der Te Arawa Group Holdings übernommen und wird seitdem von dem Unternehmen betrieben.

## Namensherkunft
Die Bezeichnung Wai-O-Tapu entstammt der maorischen Sprache und bedeutet „heiliges Wasser“, wobei „Wai“ für „Wasser“ steht und „Tapu“ für „heilig“ oder „verboten“. Den Zusatz Thermal Wonderland erhielt das Areal, auf dem sich die aktivsten geothermalen Sehenswürdigkeiten des Wai-O-Tapu befinden, vermutlich in Anlehnung an die weißen und rosaroten Terrassen des Tarawera-Gebietes, die seinerzeit so benannt wurden.

## Geographie
Der Park, der eine Größe von 40 Hektar besitzt und damit nur einen kleinen Teil des 18 km2 großen Geothermalgebiets von Wai-O-Tapu abbildet, befindet sich rund 27 km südsüdöstlich von Rotorua, 45 km nordöstlich von Taupō und rund einen Kilometer östlich des New Zealand State Highway 5, von dem aus der Park auch zu erreichen ist.

## Geschichte
Bis zum Ausbruch des Tarawera im Jahr 1886 war das Geothermalgebiet von Wai-O-Tapu wenig bekannt. Doch nach der Zerstörung der weißen und rosaroten Terrassen, die einen touristischen Wert jener Tage hatten, bekam Wai-O-Tapu nach den ersten Beschreibungen in den Berichten von S. P. Smith (1887), T. W. Leys (1887) und A. P. W. Thomas (1888), die die Ausbrüche der Vulkane Tarawera und Rotomahana zum Thema hatten und Wai-O-Tapu in ihren Berichten erwähnten, größere Aufmerksamkeit geschenkt. Doch spätestes nachdem A. S. Herbert 1921 die medizinischen und therapeutischen Wirkungen von einigen Quellen besprach und L. I. Grange 1937 Karten und Beschreibungen der Quellen anfertigte, war das heute als Park angelegte geothermale Areal eine neue Touristenattraktion des noch jungen Staates Neuseeland.
Bis 1967 konnten jedoch Touristen ungehindert und unkontrolliert das Areal begehen. Ab 1967 vergab dann das damalige Department of Lands and Survey eine Konzession für den Zugang und zur Pflege und Erhaltung des Areals. 1982 wurden rund 50.000 Besucher pro Jahr gezählt. Über die aktuellen Besucherzahlen bzw. Statistiken der vergangenen Jahre schweigt sich die Te Arawa Group Holdings, die den Park 2012 nach 30-jährigem Betrieb von der Sewell/Leinhardt-Familie übernommen hatte, aus. In einem Newsletter vom März 2014 wurde lediglich bekannt gegeben, dass 15 % mehr Besucher im Geschäftsjahr bis Januar 2014 gegenüber dem Vorjahr zu verzeichnen waren und im Jahr zuvor eine 10-prozentige Steigerung der Besucherzahlen ermittelt wurde. Zu Spitzenzeiten in der Saison soll der Park laut Rotorua Daily Post geschätzt mehr als 1000 Besucher pro Tag anziehen.

## Sehenswürdigkeiten
Wai-O-Tapu Thermal Wonderland hat in seinem Park 25 geothermale und in Bezug dazu stehende Sehenswürdigkeiten zu bieten.
Neben zahlreichen kollabierten Vulkankratern, die teilweise mit Wasser gefüllt sind und sich dann als Teiche oder Seen darstellen, ist das Gebiet auch mit zahlreichen Fumarolen durchzogen. Die zu besichtigen Krater sind teilweise bis zu 20 m tief und bis zu 50 m im Durchmesser. Zu ihnen gehören die Krater, Devil's Home, Rainbow Crater und Thunder Crater, letzterer entstand erst 1968. Zu den weiteren zählen,  Frying Pan Flat, Inferno Crater, Bird's Nest, und Devil's Bath.
Opal Pool und Champagne Pool sind die beiden Teiche der bekanntesten und sehenswürdigsten Quellen des Parks. Letztere fördert bis zu 74 °C heißes Wasser empor und lässt auf einer Fläche von rund 65 m im Durchmesser so viel Wasser verdampfen, dass man zeitweise das andere Ufer des Teiches nicht erkennen kann. Angereichert mit Arsen, Antimon(III)-sulfat, Quecksilber, Thallium, Gold und Silber erzeugen diese am Rand des Pools eine faszinierende orangefarbene Einfassung.
Des Weiteren befinden sich zwei Geysire auf dem Areal, der Jean Batten Geyser, der Fontänen bis zu 3 m Höhe erzeugte und der Wai-O-Tapu Geyser der in unregelmäßigen Zyklen zwischen 2 und 36 Stunden aktiv wurde. Beide Geysire sind seit einiger Zeit nicht aktiv, was geologische Veränderungen des Untergrunds vermuten lässt.
Besonders bemerkenswert sind die farbigen Ausfällungen von Mineralien, die Felsen, Tümpel, Teiche und Seen in den unterschiedlichsten Farben erscheinen lassen, wobei die gelben Ausfällungen für Schwefel, orangefarbene für Antimon, weiße für Siliciumdioxid, grüne für Schwefel und Eisen(II)-sulfat, purpurne für Manganoxid, rote und braune für Eisenoxid und -oxidhydroxid) und schwarze für Schwefel und Kohlenstoff stehen. Der bei den Ausgasungen entstehende penetrante Geruch nach „verfaulten Eiern“ ist dem Schwefelwasserstoff geschuldet, der sich in den Tiefen bildet und durch Erdspalte sowie durch aufsteigendes Wasser nach oben an die Erdoberfläche drängt.
Zu dem Park, allerdings in einem nicht frei zugänglichen, rund einen Kilometer vom Besucherzentrum entfernten separaten Areal, befindet sich der Lady Knox Geyser, ein künstlich angelegter Geysir, der jeden Tag morgens um 10:15 Uhr und in der Saison vor hunderten auf einer Tribüne sitzenden Zuschauern, mittels der Zugabe von Seife zur Aktivität gebracht wird und dabei Fontänen zwischen 10 und 20 Meter Höhe zur Schau stellt.